# Madame Perfecta
Madame Perfecta est le seizième roman de la femme de lettres canadienne Antonine Maillet. Publié en 2001, le roman est inspiré d'une immigrante espagnole qui fut la femme de ménage de l'auteure durant vingt ans.